# Oswestry
Oswestry (walesiska: Croesoswallt) är en ort och civil parish i Shropshire i Storbritannien. Den ligger i grevskapet Shropshire i riksdelen England, i den södra delen av landet, 250 km nordväst om huvudstaden London. Oswestry ligger 136 meter över havet och antalet invånare är 17 031. Staden nämndes i Domedagsboken (Domesday Book) år 1086, och kallades då Luure.